# Église Saints-Pierre-et-Paul de Merxheim
Pour les articles homonymes, voir Église Saints-Pierre-et-Paul.
L'église Saints-Pierre-et-Paul est un monument historique situé à Merxheim, dans le département français du Haut-Rhin.

## Localisation
Ce bâtiment est situé rue de Guebwiller à Merxheim.

## Historique
L'édifice fait l'objet d'un classement au titre des monuments historiques depuis 1973.
De la première église, construite probablement à la fin du XIe siècle, il ne reste de nos jours que le clocher-porche.

## Architecture
Le clocher de style roman, est composé de trois étages en grès rose. Il comporte une frise à arcatures et des fenêtres romanes géminées.
Dans le clocher-porche se trouve trois cloches: une petite, une moyenne et une grande.
La cloche de taille moyenne comporte une inscription en latin:
"Voici la croix du Seigneur! Tous les adversaires, fuyez! De l'orage et de la tempête délivre-nous Seigneur Jésus, Marie et Joseph! Sainte et éternelle Trinité, prends pitié de nous qui sommes de Merxheim! En l'année 1736, je fus fondue, à l'époque du bienveillant et très digne sieur Pantaléon Frey, curé. Jean-Georges Holder étant greffier et Jean Georges Kimpflin, maire! J'ai eu comme parrain le sieur Jean-Georges Holder, fils de sieur Jean Holder et de madame Anne-Marie Kuentzin, et pour marraine : damoiselle Marie-Rose, fille du dit Holder, et de la damoiselle Biehlein Holder. Les Rosiers-Fondeurs."
Sur la petite cloche on peut lire en français :
"Merxheim 1921. Je m'appelle Odile, patronne de l'Alsace. J. Kraft, curé à Wursthorn, m'a béni; V. Hannauer a prêché à la cérémonie.
Parrains : Jos. Kieffer et Catherine Lidolff, André Balmer et madame Cam. Wild. Bienfaiteurs : Ph. Lidolff, Jos. Dubich, E. Hannauer, V. Dubich.
Fondu par F. et A. Causard, Colmar 1921."
Et sur la grande cloche il est inscrit en français :
"Merxheim 1921. Je m'appelle saint Sébastien, patron de la confrérie. J. Kraft, curé à Wursthorn, m'a bénie ; V. Hannauer a prêché à la cérémonie.
Parrain : C. Arrus et madame A. Gerrer, Ed. Dubich et madame E. Holder, Jérôme Balmer et madame Albin Dubich.
Fondu par F. et A. Causard, Colmar 1921."